# 英連邦大臣
英連邦大臣（えいれんぽうだいじん、英語: Secretary of State for Commonwealth Affairs）は、イギリスの閣内大臣。1966年8月1日に英連邦関係大臣と植民地大臣が合体されて設立された。この時期のイギリスでは外交部門の縮小が進められており、1965年には外国と植民地向けの外交官制度が合併された。そして、1968年3月に外務大臣ジョージ・ブラウンが辞任すると、首相ハロルド・ウィルソンは外務省と英連邦省の合併を決意した。6か月間の準備を経て1968年10月17日に外務・英連邦省が発足すると、外務大臣マイケル・ステュアートが外務・英連邦大臣となった。英連邦大臣だったジョージ・トムソンは無任所大臣に転じた。
合併後の省名については議論があり、海外省（Overseas Department）、外部事務省（Office of External Affairs）、海外関係省（Office for Overseas Relations）など多くの案が出され、さらにホーム・オフィス（Home Office、内務省）と対になるよう「アウェイ・オフィス」（'Away' Office）という案まであった。最終的には合併前の省名をそのままくっつけた外務・英連邦省が選ばれた。

## 一覧
| 氏名                   | 氏名                 | 就任          | 退任           | 政党   | 首相 | 首相                 | 外務大臣               |
| ---------------------- | -------------------- | ------------- | -------------- | ------ | ---- | -------------------- | ---------------------- |
|                        | ハーバート・ボウデン | 1966年8月11日 | 1967年8月29日  | 労働党 |      | ハロルド・ウィルソン | マイケル・ステュアート |
| ジョージ・ブラウン     | ハーバート・ボウデン | 1966年8月11日 | 1967年8月29日  | 労働党 |      | ハロルド・ウィルソン |                        |
|                        | ジョージ・トムソン   | 1967年8月29日 | 1968年10月17日 | 労働党 |      | ハロルド・ウィルソン |                        |
| マイケル・ステュアート | ジョージ・トムソン   | 1967年8月29日 | 1968年10月17日 | 労働党 |      | ハロルド・ウィルソン |                        |